# دامن جان
دامن جان (بالفارسية: دامن جان) هي قرية تقع في قسم فيروزة الريفي في إيران. يقدر عدد سكانها بـ 192 نسمة بحسب إحصاء 2016.